# Gouvernements Smuts (1939-1948)
Pour les articles homonymes, voir Gouvernement Smuts.
Régime parlementaire dans le cadre du Commonwealth
Gouvernement Hertzog Gouvernement Smuts V
Le gouvernement Smuts désigne les membres des deux gouvernements sud-africains dirigés par le Premier ministre Jan Smuts entre septembre 1939 et mai 1948.

## Gouvernement Smuts (1939-1943)

### Contexte
Les précédentes élections générales de 1938 avaient été remportées par le Parti Uni, donnant à James B. Hertzog un 4e mandat consécutif. En septembre 1939, le Parti Uni se scinda entre les partisans de James Barry Hertzog et ceux de son ministre de la Justice Jan Smuts. La scission résultait des divergences entre les partisans de la neutralité dans la Seconde Guerre mondiale (chef de file : Hertzog) et ceux qui voulaient que l'Afrique du Sud suivent la Grande-Bretagne et déclarent la guerre à l'Allemagne Nazie (chef de file: Smuts). Finalement, Hertzog était mis en minorité au sein du parti uni et au parlement. Il démissionna et laissa sa place de premier ministre à Jan Smuts formant un gouvernement UP comprenant le chef du parti travailliste (Labour Party - LP).

### Ministres du cabinet

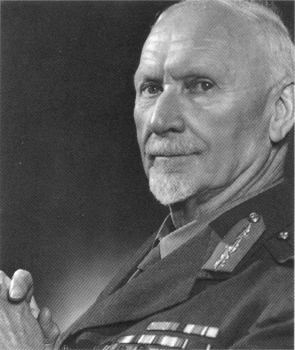
Jan Smuts

| Ministère                                    | Nom                                      | Parti | Période             |
| -------------------------------------------- | ---------------------------------------- | ----- | ------------------- |
| Premier ministre Affaires étrangères Défense | Jan Smuts                                | UP    | 1939-1943           |
| Affaires indigènes                           | Deneys Reitz                             | UP    | 1939-1943           |
| Finances Éducation                           | Jan Hendrik Hofmeyr                      | UP    | 1939-1943           |
| Justice                                      | Colin Fraser Steyn                       | UP    | 1939-1943           |
| Intérieur Santé publique                     | Harry Gordon Lawrence                    | UP    | 1939-1943           |
| Rails et ports                               | Claud Sturrock                           | UP    | 1939-1943           |
| Terres et irrigation                         | Andrew Meintjes Conroy                   | UP    | 1939-1943           |
| Agriculture et forêts                        | William Richard Collins                  | UP    | 1939-1943           |
| Commerce et industrie                        | Richard Stuttaford Sidney Frank Waterson | UP    | 1939-1941 1941-1943 |
| Mines                                        | Charles Stallard                         | UP    | 1939-1943           |
| Emploi et Affaires sociales                  | Walter Madeley                           | LP    | 1939-1943           |
| Travaux publics, Postes et télégraphes       | Charles Francis Clarkson                 | UP    | 1939-1943           |
| Sans portefeuille                            | Pieter Voltelyn Graham van der Byl       | UP    | 1939-1943           |

## Gouvernement Smuts (1943-1948)
Régime parlementaire dans le cadre du Commonwealth
Gouvernement Smuts IV Gouvernement Malan

### Contexte
Le Parti Uni sort victorieux des élections du 7 juillet 1943 contre le Parti National Purifié. Les travaillistes (2 sièges), le Parti du Dominion et les Conservateurs du Natal font l'appoint à la majorité de l'UP.

### Ministres du cabinet
| Ministère                                                                            | Nom                                                        | Parti | Période                  |
| ------------------------------------------------------------------------------------ | ---------------------------------------------------------- | ----- | ------------------------ |
| Premier ministre Affaires étrangères Défense                                         | Jan Smuts                                                  | UP    | 1943-1948                |
| Affaires indigènes                                                                   | Pieter Voltelyn Graham van der Byl                         | UP    | 1943-1948                |
| Finances                                                                             | Jan Hendrik Hofmeyr Claud Sturrock                         | UP    | 1943-1948 1948           |
| Justice                                                                              | Colin Fraser Steyn Harry Gordon Lawrence                   | UP    | 1943-1945 1945-1948      |
| Intérieur                                                                            | Charles Francis Clarkson Harry Gordon Lawrence             | UP    | 1943-1948 1948           |
| Transports                                                                           | Claud Sturrock Sidney Frank Waterson                       | UP    | 1943-1948 1948           |
| Terres et irrigation                                                                 | Andrew Meintjes Conroy                                     | UP    | 1943-1948                |
| Agriculture et forêts                                                                | Jacobus Gideon Nel Strauss                                 | UP    | 1943-1948                |
| Éducation                                                                            | Jan Hofmeyr                                                | UP    | 1943-1948                |
| Commerce et industrie Développement économique                                       | Sidney Frank Waterson J.W. Mushet                          | UP    | 1943-1947 1947-1948      |
| Mines                                                                                | Charles Stallard Sidney Frank Waterson Jan Hendrik Hofmeyr | UP    | 1943-1945 1945-1948 1948 |
| Emploi                                                                               | Walter Madeley Colin Fraser Steyn                          | LP UP | 1943-1945 1946-1948      |
| Santé Santé et logement                                                              | Harry Gordon Lawrence Henry Gluckman                       | UP    | 1943-1945 1945-1948      |
| Affaires sociales Affaires sociales et démobilisation                                | Harry Gordon Lawrence                                      | UP    | 1943-1944 1944-1948      |
| Travaux publics, postes et télégraphes Travaux publics, Postes et télécommunications | Charles Francis Clarkson J.W. Mushet                       | UP    | 1943-1945 1945-1947      |